# Yamatarotes convexus
Yamatarotes convexus är en stekelart som beskrevs av Chiu 1971. Yamatarotes convexus ingår i släktet Yamatarotes och familjen brokparasitsteklar. Inga underarter finns listade i Catalogue of Life.